# Clinton Sundberg
Clinton Charles Sundberg (* 7. Dezember 1903 in Appleton, Minnesota; † 14. Dezember 1987 in Santa Monica, Kalifornien) war ein US-amerikanischer Schauspieler.

## Leben und Karriere
Sundberg studierte Politikwissenschaften an der Hamline University, wo er nebenher im Schauspielclub, als Kapitän des Tennisteams und als Präsident der Phi Beta Kappa seiner Universität aktiv war. Er arbeitete einige Jahre als Englischlehrer, ehe er sich hauptberuflich der Schauspielerei zuwandte. Zwischen den 1930er- und 1960er-Jahren war er in einigen Broadway-Produktionen zu sehen. Dort spielte er unter anderem 1956 in der Uraufführung der von Albert Hackett und Frances Goodrich geschriebenen Bühnenversion des Tagebuchs der Anne Frank als Victor Kugler sowie Mitte der 1940er-Jahre als zeitweiliger Darsteller des Mortimer Brewster in der über drei Jahre laufenden Originalproduktion der Krimikomödie Arsen und Spitzenhäubchen.
1946 wurde Sundberg von Metro-Goldwyn-Mayer unter Vertrag genommen und war in den folgenden Jahren vielbeschäftigt in Hollywood. Sundberg war mit seiner sanft-kehligen Stimme und einem eher unauffälligen Aussehen auf Nebenrollen abonniert. Er spielte vor allem Durchschnittsbürger, die mitunter komisch wirken konnten, beispielsweise sympathische Angestellte, spießige Bürokraten oder beflissene Butler. Besonders häufig wurde er in MGM-Musicalfilmen eingesetzt, etwa als der Barkeeper in Osterspaziergang (1948) neben Judy Garland und Fred Astaire, als väterlicher Kollege von Van Johnson und Judy Garland in Damals im Sommer (1949) oder als Hotelbesitzer in Annie Get Your Gun (1950) an der Seite von Betty Hutton und Howard Keel. Meist in heiteren Filmgenres eingesetzt, hatte er 1951 eine seiner umfangreichsten Rollen als korpulenter Privatdetektiv in dem Krimi The Fat Man (1951) neben Rock Hudson. Mit Ablauf seines Vertrages bei MGM war Sundberg nach 1953 seltener in Kinofilmen zu sehen, woraufhin er vermehrt an Theater- und Fernsehproduktionen mitwirkte. Sundberg betätigte sich bis in die 1980er-Jahre schauspielerisch und war in späteren Jahren auch ein gefragter Voiceover-Sprecher für Fernsehwerbungen. Er starb 1987, eine Woche nach seinem 84. Geburtstag.

## Filmografie (Auswahl)
- 1934: Come to Dinner (Kurzfilm)
- 1946: Der unbekannte Geliebte (Undercurrent)
- 1946: Love Laughs at Andy Hardy
- 1947: Liebe auf den zweiten Blick (Living in a Big Way)
- 1947: Der Windhund und die Lady (The Hucksters)
- 1947: Das Lied vom dünnen Mann (Song of the Thin Man)
- 1947: Clara Schumanns große Liebe (Song of Love)
- 1947: Good News
- 1948: Osterspaziergang (Easter Parade)
- 1948: Wirbel um Judy (A Date with Judy)
- 1948: Mr. Peabody und die Meerjungfrau (Mr. Peabody and the Mermaid)
- 1948: Der beste Mann der Stadt (Good Sam)
- 1948: Ein Bandit zum Küssen (The Kissing Bandit)
- 1948: Words and Music
- 1948: Command Decision
- 1949: Tänzer vom Broadway (The Barkleys of Broadway)
- 1949: Damals im Sommer (In the Good Old Summertime)
- 1950: Duell in der Manege (Annie Get Your Gun)
- 1950: Der Fischer von Louisiana (The Toast of New Orleans)
- 1950: Ein charmanter Flegel (Key to the City)
- 1950: Einmal eine Dame sein (Two Weeks with Love)
- 1950: Die Venus verliebt sich (Duchess of Idaho)
- 1950: Mrs. O’Malley and Mr. Malone
- 1951: The Fat Man
- 1951: An der Riviera (On the Riviera)
- 1951: As Young as You Feel
- 1952: Die Schönste von New York (The Belle of New York)
- 1953: Der Tolpatsch (The Caddy)
- 1954: I Love Lucy (Fernsehserie, Folge Ricky's Screen Test)
- 1956: Die falsche Eva (The Birds and the Bees)
- 1959: Sugarfoot (Fernsehserie, Folge Apollo with a Gun)
- 1961: Junggeselle im Paradies (Bachelor in Paradise)
- 1962: Die Wunderwelt der Gebrüder Grimm (The Wonderful World of the Brothers Grimm)
- 1962: Das war der Wilde Westen (How the West Was Won)
- 1963/1966: Perry Mason (Fernsehserie, 2 Folgen)
- 1966: The Andy Griffith Show (Fernsehserie, Folge The Battle of Mayberry)
- 1967: Das Hotel (Hotel)
- 1980: A Snow White Christmas (Fernseh-Zeichentrickfilm, Stimme)